# Myrmeciza nigricauda
Myrmeciza nigricauda là một loài chim trong họ Thamnophilidae.